# Bumażkowa (przystanek kolejowy)
Bumażkowa (biał. Бумажкова, ros. Бумажково) – przystanek kolejowy w miejscowości Bumażkowa, w rejonie oktiabrskim, w obwodzie homelskim, na Białorusi. Położony jest na linii Bobrujsk - Rabkor.
Do 2018 stacja kolejowa.